# Josef Burg (pisarz)
Josef Burg (jid. ‏יוסף בורג‎, Jo(j)sef Burg, ukr. Йосиф Кунович Бург, Josyf Kunowycz Burh, ros. Иосиф Кунович Бург, Iosif Kunowicz Burg; ur. 30 maja 1912 w Wyżnicy, zm. 10 sierpnia 2009 w Czerniowcach) – ukraiński pisarz żydowskiego pochodzenia, tworzący w jidysz.

## Życiorys
W latach 30. XX wieku pracował jako redaktor gazety w Czerniowcach, studiował germanistykę w Wiedniu. Wtedy ukazały się jego pierwsze utwory, napisane w języku jidysz. Był uczniem bajkopisarza Eliezera Steinbarga i Icyka Mangera. W ciągu życia napisał dziesiątki książek, przetłumaczonych na wielu języków świata. Pisarz zdobył liczne nagrody literackie. Był honorowym obywatelem Czerniowiec.
Nazywał siebie ostatnim pisarzem, który pisze w jidysz.
|                                                                                          | Literatura narodowa może być tworzona tylko w języku narodu. W naszym wypadku jest to jidysz, język, który jest w stanie wyrazić jasno i w sposób przekonywujący swoisty charakter żydowskiego życia narodowego i żydowskiej twórczości; wyrazić za pomocą słowa jidysz, poprzez jidyszową piosenkę, którą nasze matki usypiały nas, wpajając miłość i oddanie temu oto żydowskiemu słowu. |
| Szkic „Czy żydowski pisarz może pisać w języku innym niż jidysz?” (tłum. Magdalena Ruta) | |

## Tłumaczenia na język polski
- Josif Burg: Okruchy. Wybór, przekład i opracowanie Magdalena Ruta. Sejny: Fundacja Pogranicze, 2001, seria: Meridian. ISBN 83-86872-02-0.